# Museo Marítimo Nacional (Chile)
El Museo Marítimo Nacional está ubicado en el edificio de la ex Escuela Naval, en el cerro Artillería de Valparaíso, Chile. Se considera el 30 de abril de 1915 como la fecha de su creación pues fue cuando se inició la actividad museística en la Armada. Está destinado a resguardar, conservar y difundir hacia la comunidad el patrimonio histórico naval y marítimo de Chile.

## Historia
El primer museo naval de la Armada de Chile fue creado el 30 de abril de 1915 y funcionó a bordo del blindado Huáscar que estaba profundamente escondido en Talcahuano.
El 30 de abril de 1917 la Armada dispuso que todos los elementos exhibidos en el Huáscar fueran traslados a la Escuela Naval Arturo Prat ubicada en el cerro Artillería de Valparaíso donde funcionó hasta el año 1928, en que por problemas de espacio de las dependencias de la Escuela Naval fue trasladado al primer piso del cuartel Silva Palma, ubicado en el mismo cerro Artillería,  lugar de difícil acceso para el público por lo que a fines de los años cuarenta se dispuso su traslado a un edificio ubicado en el parque Italia de Valparaíso, pleno centro de la ciudad.
A fines del año 1959 un incendio afectó al Museo pero afortunadamente no a sus colecciones, como consecuencia del siniestro fue trasladado al castillo Wulff en el borde costero de la ciudad de Viña del Mar, siendo reinaugurado en el mes de septiembre de 1960. Allí permaneció hasta octubre de 1986, en que se dispuso su cierre por lo difícil que resultaba la conservación de las colecciones y se habilitaron dependencias especiales en el edificio de la antigua Escuela Naval en el cerro Artillería de Valparaíso siendo abierto al público e inaugurado por el almirante José Toribio Merino el 23 de mayo de 1988.
El traslado al edificio del cerro Artillería significó el inicio de una nueva etapa de expansión del Museo. En diciembre de 1990 entró en funcionamiento el Auditorio Naval, luego el 10 de noviembre de 1997 se inauguraron las dependencias del moderno Archivo y Biblioteca Histórica de la Armada y el año 2011 la institución pasó a denominarse Museo Marítimo Nacional convirtiéndose en la Dirección Técnica de los otros Museos de la Armada: Iquique, Talcahuano, Ninhue y Punta Arenas.

## Misión
El Museo tiene por misión preservar las colecciones en custodia y difundir el patrimonio marítimo de Chile, con el propósito de contribuir a incrementar la conciencia marítima nacional.

## Colecciones

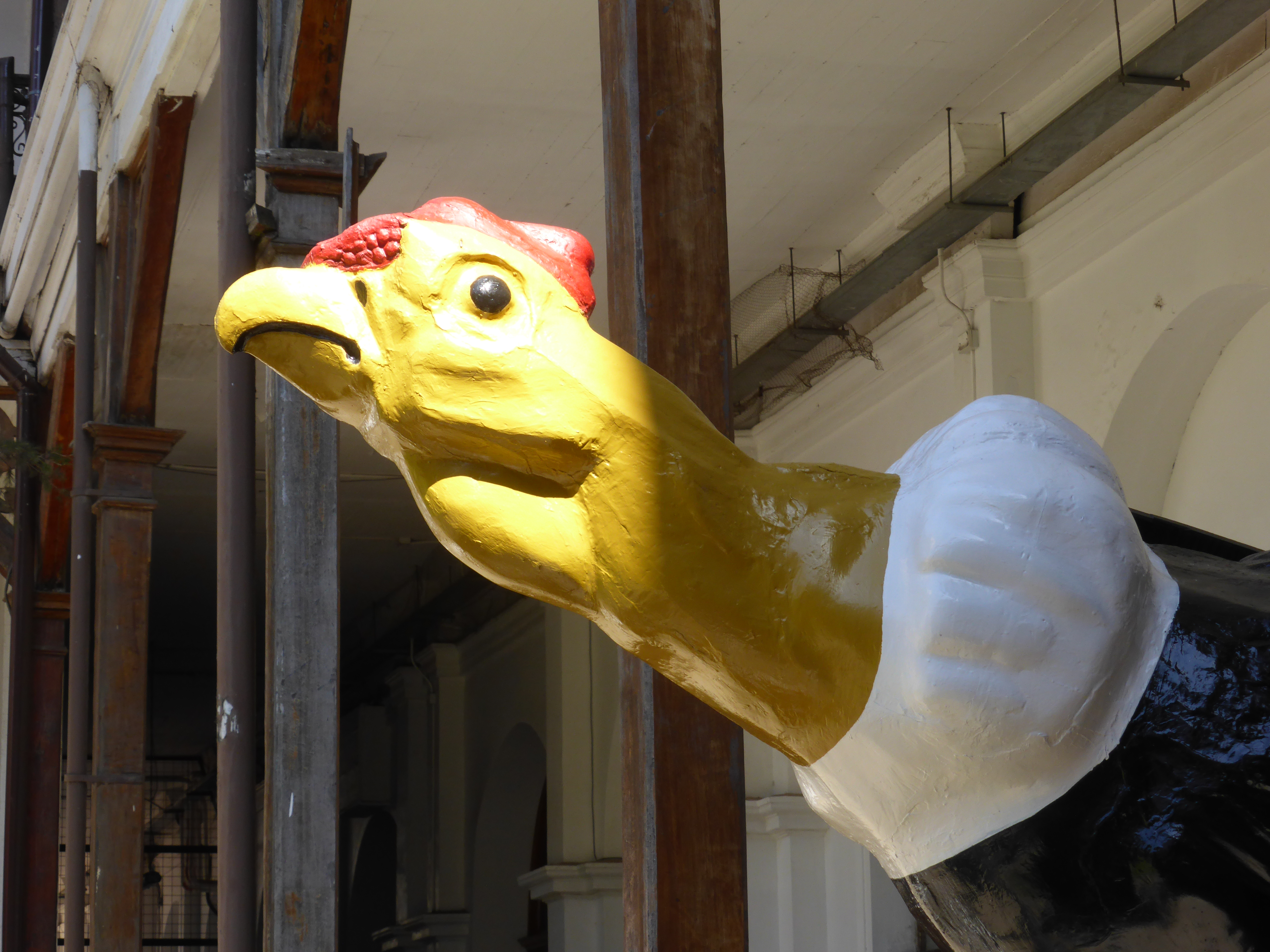
Detalle del primer mascarón de proa del buque escuela Esmeralda, montado en 1954.

Para el museo la razón de ser son sus colecciones que conserva y expone en la muestra permanente más las que mantiene en depósitos especializados. Posee más de 3.000 objetos tridimensionales tales como armamento, maquetas de buques, banderas, medallas, monedas, uniformes, etc. y más de 30.000 volúmenes en documentos y bibliografía, tales como libros, bitácoras e  historiales, publicaciones periódicas, etc. formadas gracias a la previsión de la Institución y a la donación de particulares.

## Áreas de gestión

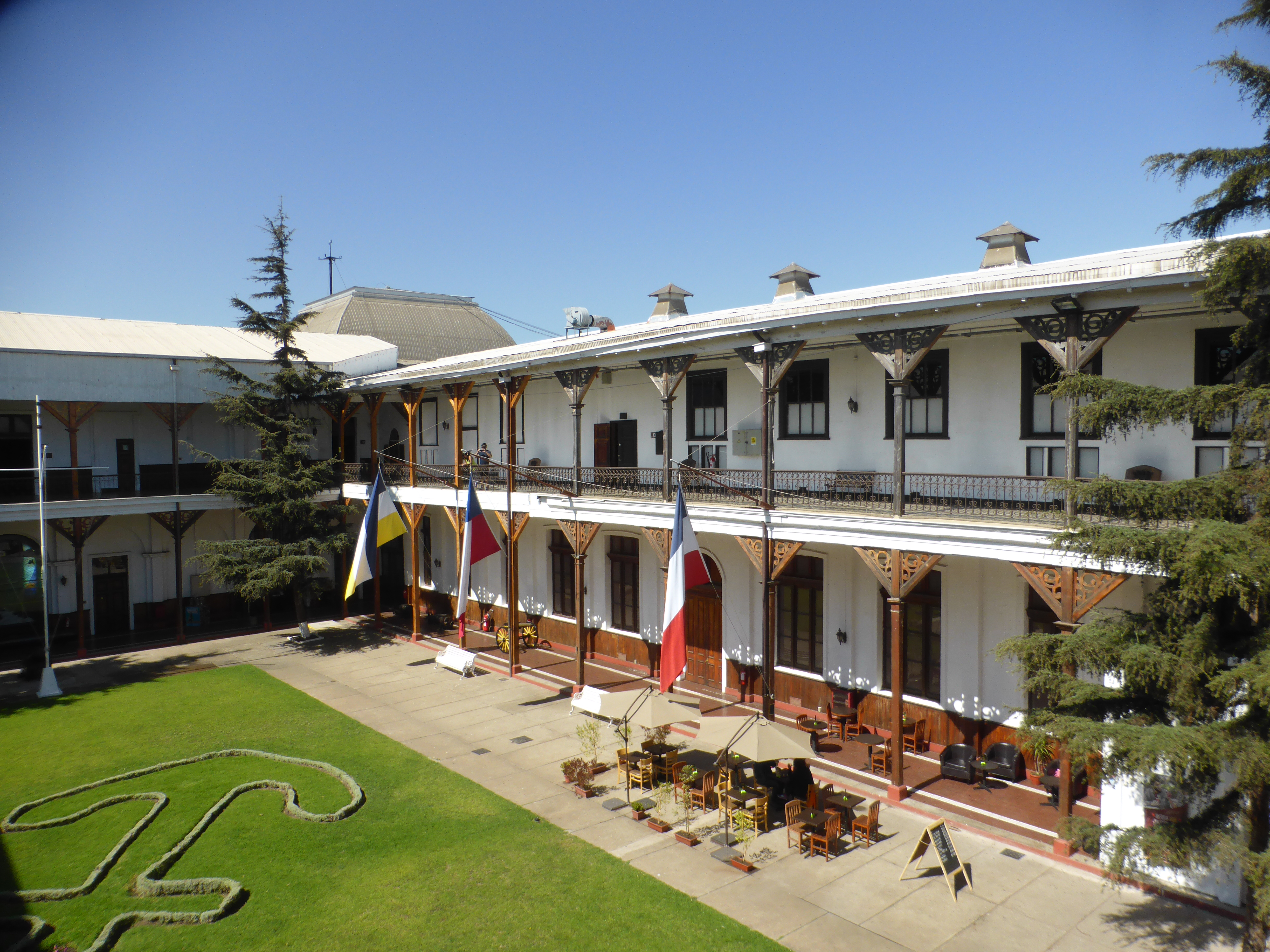
Patio del Museo Marítimo Nacional.

Para cumplir las tareas asignadas el Museo cuenta con diferentes Áreas de Gestión. Dentro de estas podemos destacar: La Dirección con la Oficina de Asesoría Técnica de Museos y la Oficina de Relaciones Públicas. El Departamento de Apoyo Operacional con las divisiones de Mantenimiento y la de Apoyo Operacional. El Departamento Archivo e Investigación Histórica con sus divisiones: Archivo Histórico, Biblioteca Histórica e Investigación Histórica. El Departamento Conservación con sus divisiones: Conservación, Restauración y Digitalización. El Departamento Museología con sus divisiones: Museografía, Colecciones, Extensión, Educación y Diseño. Finalmente el Departamento Finanzas con sus divisiones: Materiales y Adquisiciones, Sala de Ventas y Control.